# Дейн (река)
Дейн (англ. River Dane) — река в английской местности Пик-Дистрикт, является притоком реки Уивер. Образует границу между графствами Чешир и Дербишир, а затем между графствами Чешир и Стаффордшир.
Река берёт своё начало недалеко от истока реки Гойт, к юго-западу от города Бакстон, на пустоши Акс-Эдж. Направляясь на юго-запад, она служит границей между графствами на протяжении около 16 км, поворачивая затем на запад в городе Конглтон и протекая мимо деревни Холмс-Чепел. Точка на реке, в которой граничат три графства, у моста Пеньерс-Пул, носит название Три-Шир-Хедс.
Протекая к северу от города Мидлуич, неподалеку от римского форта Дейн соединяется с рекой Кроко. Последние 8 км река течёт на север до Нортвича, где впадает в реку Уивер.
Название реки вероятно происходит от староваллийского слова dafn, означающего «капать, течь тонкой струёй», подразумевая под собой тихоходную реку.